# Kožušice
Kožušice är en ort i Tjeckien.   Den ligger i regionen Södra Mähren, i den östra delen av landet, 230 km sydost om huvudstaden Prag. Kožušice ligger 270 meter över havet och antalet invånare är 108.
Terrängen runt Kožušice är varierad. Kožušice ligger nere i en dal. Runt Kožušice är det ganska glesbefolkat, med 23 invånare per kvadratkilometer. Närmaste större samhälle är Vyškov, 19,1 km nordväst om Kožušice. Trakten runt Kožušice består till största delen av jordbruksmark.